# グラシーニャ・レポラーセ

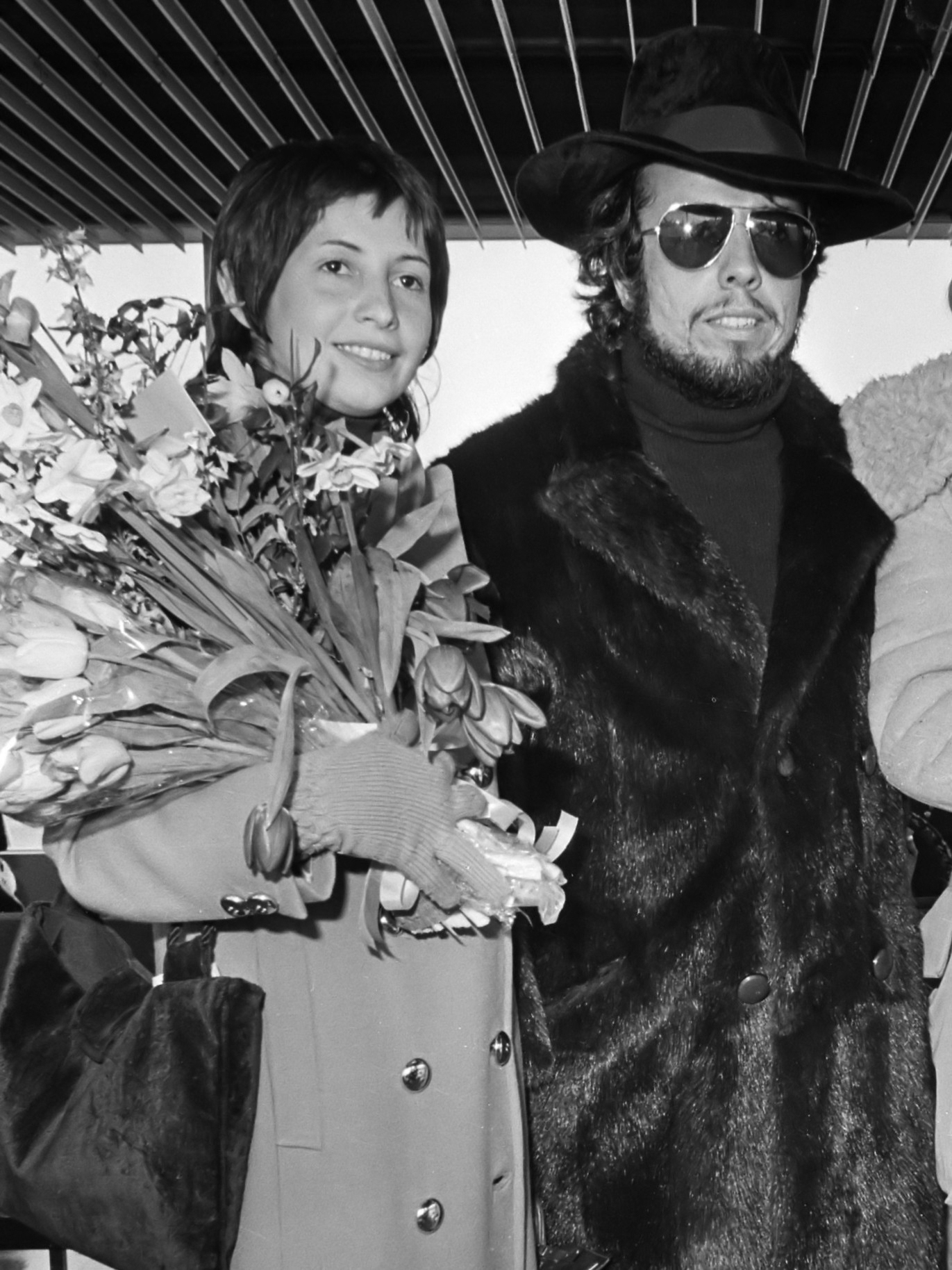
セルジオ・メンデスとグラシーニャ・レポラーセ (1971)

グラシーニャ・レポラーセ（Gracinha Leporace, 本名：ティニー・マリア・ダ・グラサ・レポラーセ、1950年1月30日〔1月20日説もあり〕 - ）は、ブラジル出身のボサノヴァミュージシャン。

## 経歴
3人兄妹の末っ子としてリオデジャネイロに生まれる。学生時代より音楽活動を始め、グルーポ・マニフェストに参加。17歳の時、第2回国際歌謡祭に兄フェルナンド作の「Canção de Esperare Você」で出場し注目を浴びる。この曲は後にエレンコ・レーベルよりシングルとして発売された。
また、上記歌謡祭を中心とした企画盤『II Festival Internacional da Canção Popular』では兄フェルナンド作のほかにソロ名義で「Canto de Despedida」「Oferenda」、マリオ・テリスとのデュエット「Desencontro」、グルーポ・マニフェスト名義で「Margarida」を発表。
上記グルーポ・マニフェスト在籍時には『Manifest Musical』『Grupo Manifesto No.2』（ともにELENCO発売）の2枚を発表。同グループは2作発表の後、解散している。
1968年、18歳の時には、ソロ名義で『Gracinha Leporace』（PHILIPS発売）を発表。その後、エルメート・パスコアールやアイルト・モレイラなどで知られるクアルテート・ノヴォに参加。サンパウロに一時帰国していたセルジオ・メンデスにスカウトされ、ボサリオの一員になる。
この時、渡米しセルジオ・メンデスと結婚する。
ボサリオでは『Bossa Rio』（A&M発売）・『Alegria!』（BULE THUMB発売）の2作に参加。1970年にはゲストにジョアン・ドナートを迎えて初来日し、ブラジル'66の前座を担当。この様子はライブ盤『Live At The Expo '70』（キングレコード発売）に収められている。
ボサリオと平行してブラジル'66にも参加。1970年にブラジル'66のメンバーチェンジがあった時に、ラニー・ホールと入れ替わりでクラウヂオ・スロンとともに正式参加。
以後、セルジオ・メンデスのほとんどの作品に参加。ボサリオ解散後には、セルジオ・メンデス&ブラジル'77のボーカリストとして参加。セルジオ・メンデスがプロデュースする作品にも参加するなど、多岐に渡る活動をする。
1977年製作のドキュメンタリー映画『ペレ』のサウンドトラックではペレ本人とデュエットしているほか、ジャズ界のリー・リトナー、サラ・ヴォーンとも共演している。
その後は特に目立った活動はないが、なおも現役であり、セルジオ・メンデスと公私共に行動をしている。

## 1968年
1968年はブラジル音楽界にとっては非常に重要な年であった。軍事政権のもと、多くのミュージシャンが弾圧や亡命する不遇な時代を送る最中、カエターノ・ヴェローゾやジルベルト・ジルなどによってトロピカリアが結成（「トロピカリズモ」という思想の誕生でもある）され、また歌謡祭も頻繁に行われて多くの新人が発掘された。トン・ゼーやムタンチス、ジョイスなども相次いでデビューをしている。

## 親日家としての一面
セルジオ・メンデスと共に日本には頻繁に訪れている親日家である。日本料理に興味を持ち、ボサリオ時代の愛車はトヨタ・コロナマークIIであった。日本人ミュージシャンとも親交があり、吉田和雄によるL.A.TRANSITの『De Novo』（クラウン発売）に参加。他に夫のセルジオがプロデュースした阿川泰子の『OURO de MANUS』（1988年、ビクター）や、相田翔子の『JOIA』（1996年、ポリスター）にも参加。1971年には、ブラジル'77の「Pais Tropical」（キング発売）では日本語の歌詞で歌っている。

## ディスコグラフィー
特に記述がないものに関しては日本国内盤が発売されていない。しかしボサリオの『Alegria!』など復刻化が進んでおり、ブラジル'66以降の作品に関しては比較的入手が容易である。

### グルーポ・マニフェスト時代
- Canção de Esperare Voce（シングル、ELENCO/CE50）
- II Festival Internacional da Canção Popular（企画盤、PHILIPS/R765.019L）
- Manifest Musical（アルバム、ELENCO/ME44）
- Grupo Manifesto No.2（アルバム、ELENCO/ME49）※日本国盤はユニバーサルより発売。型番はPHCA-4223

### ソロ時代
- Gracinha Leporace（アルバム、PHILIPS/R765.033L）※日本国内盤は『Saudade Brasileira Vol.42』としてユニバーサルより発売。型番はUICY-3525

### クアルテート・ノヴォ時代
このグループは1枚しかレコードを出しておらず、しかもレポラーセが参加する前の発表であるため彼女は関わっていない。

### ボサリオ時代
- Bossa Rio（アルバム、A&M/SP4191）※日本国内盤タイトルは『サンホセへの道』A&M/POCM-1883
- Alegria!（アルバム、BULE THUMB/SILBT 2769）※日本国内盤はボンバ・レコードより発売。型番はBOM24055
- Live At The Expo '70（ライヴアルバム、キングレコード/SR410）
- Live At The Expo '70+1（A&M/UICY-3710）
- Live At The Expo '70+1（A&M/UICY-93154）※紙ジャケット仕様

### ブラジル'66時代
- Fool On The Hill（アルバム、A&M/4160）※日本国内盤はユニバーサルより発売。型番はUICY-90157：6曲目の「Lapinha」に参加
  - Fool On The Hill（ユニバーサル/UICY-93148）※紙ジャケット仕様
- Stillness（アルバム、キングレコード/AML-81）：6曲目の「Lost In Paradise」に参加
  - Stillness（A&M/4284）
  - Stillness（A&M/UICY-3707）
  - Stillness（A&M/UICY-93151）※紙ジャケット仕様

### ブラジル'77時代
- Pais Tropical（アルバム、キングレコード/AML115）
  - Pais Tropical+1（ユニバーサル/UICY-93152）※紙ジャケット仕様
- Pais Tropical（シングル、キングレコード/AM95）
  - Pais Tropical 日本語ver.（キングレコード/AM131）
- After Midnight（シングル、キングレコード/AM117）
- Primal Roots（アルバム、キングレコード/AML-150）
  - Primal Roots（ユニバーサル/UICY-3709）
  - Primal Roots+1（A&M/UICY-93153）※紙ジャケット仕様
- Love Music（アルバム、BELL/BLPM-12-SM）※CD盤はBELL/アリスタ/BVCM-37398
- Love Music（シングル、CBSソニー/BLPB205-SM）
- Vintage 74（シングル、CBSソニー/ECPN-27-SM）※CD盤はBELL/アリスタ/BVCM-37399
- Brasil'77 Live In Japan（ライヴアルバム、CBSソニー/ECPH-13-14-SM）※カセット盤あり、型番は28KP1120
  - Brasil'77 Live In Japan カーニバルの朝（CBSソニー/ECPH-20）

### 参加作品
- セルジオ・メンデス『Confetti』（アルバム、A&M/SP-4984）※日本国内盤タイトルは『オリンピア』ポリドール/POCM-1977：7曲目の「Kisses」に参加
- セルジオ・メンデス『Brasil '86』（アルバム、キャニオン/C28Y3077）※CD盤はキャニオン/D32Y3072：4曲目の「Your Smile」に参加
- セルジオ・メンデス『Timeless』（アルバム、ビクター/VICP-63281）：3曲目の「Berimbau/Consolação」に参加
- 映画『ペレ』OST（イースト・ウエスト・ジャパン/AMCY-1247）：7曲目の「Big City」、13曲目の「Main Theme - "My World Is a Ball"」に参加
- L.A.TRANSIT『De Novo』（アルバム、日本クラウン/COCY78711）
- 阿川泰子『OURO de MANUS』（アルバム、ビクター/VDR-1492）
- 相田翔子『JOIA』（アルバム、ポリスター/PSCR-5455）

### オムニバス作品
- Bonita!Bossa Nova（ユニバーサル/UICY-4257）：17曲目に「Canção da Desesperança」を収録
- Bossa Nova -Encore!（ユニバーサル/UICY-4111）：20曲目に上記同曲を収録